# Charlie Cros
Charlie Cros (Saint-Ambroix, 22 gennaio 1912 – ...) è stato un calciatore francese, di ruolo centrocampista.

## Carriera
Interno sinistro, vanta 33 presenze e 9 marcature in Ligue 1.

## Palmarès

### Club

#### Competizioni nazionali
- Campionato francese: 1

Sète: 1933-1934